# Колов
Колов (њем. Kollow) општина је у њемачкој савезној држави Шлезвиг-Холштајн. Једно је од 131 општинског средишта округа Херцогтум Лауенбург. Према процјени из 2010. у општини је живјело 642 становника. Посједује регионалну шифру (AGS) 1053071.

## Географски и демографски подаци
Колов се налази у савезној држави Шлезвиг-Холштајн у округу Херцогтум Лауенбург. Општина се налази на надморској висини од 41 метра. Површина општине износи 8,2 km². У самом мјесту је, према процјени из 2010. године, живјело 642 становника. Просјечна густина становништва износи 78 становника/km².